# François Buisseret

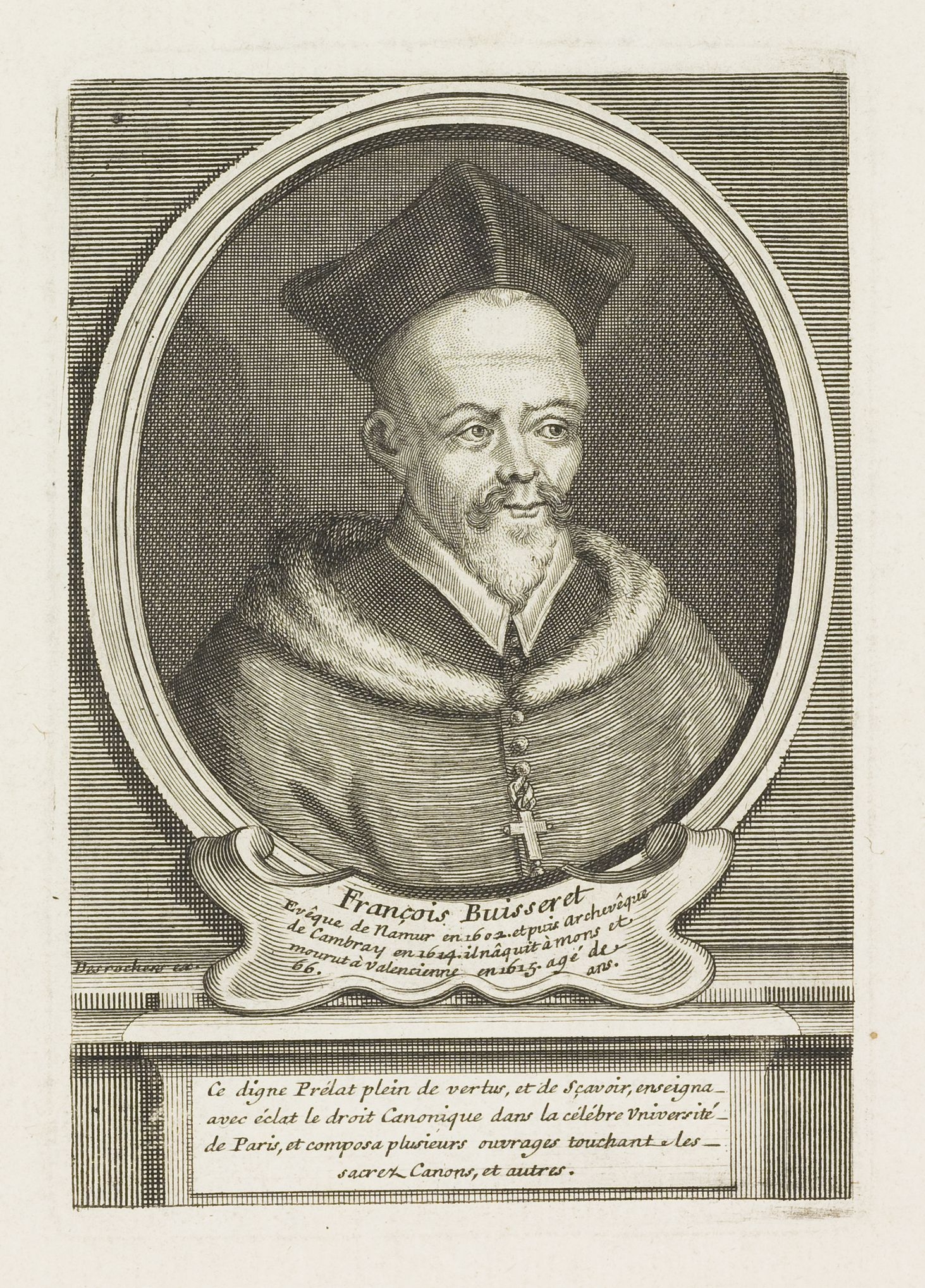
François Buisseret

François Buisseret (* September 1549 in Bergen; † 2. Mai 1615 in Valenciennes) war ein Hochschullehrer, römisch-katholischer Bischof und Regent des Hochstifts Cambrai.

## Leben
Buisseret verlor früh seinen Vater. Seine Mutter kümmerte sich deshalb um seine Ausbildung. Er besuchte zunächst die Kapitelschule Saint-Germain von Bergen, eine grande école, dann wurde er am Kolleg von Houdain unterrichtet. Der begabte Student durchlief das Philosophiestudium am Pédagogie du Lys der Universität Löwen und wurde dort mit 18 Jahren Professor der Philosophie. Er verfolgte noch weitere Studien, studierte Rechtswissenschaft und Theologie und erwarb 1574 ein Lizenziat im Recht.
1574 ernannte ihn Papst Sixtus IV. zum Kanoniker an der Kathedrale von Cambrai. Buisseret erhielt jedoch das Recht, zunächst eine Reise nach Italien zu unternehmen. Er ging nach Rom und an die Universität Bologna. In Italien empfing er die Priesterweihe und wurde in Bologna zum Doktor der Rechte promoviert. Nachdem der Fürsterzbischof von Cambrai, Ludwig von Berlaymont, vor den französischen Angriffen nach Bergen fliehen musste, ging er nach Paris, wo er Kanonisches Recht lehrte.
Buisseret kehrte nach Bergen zurück und wurde nacheinander Kapitelsdekan, Erzdiakon und Generalvikar des Kapitels unter Berlaymont. Er machte sich unter anderem durch die Verhandlungen um Cambrai mit den Franzosen und seinem Wirken um die Synode 1586 verdient. Am 3. Dezember 1601 wurde ihm der Bischofssitz zu Namur zugesprochen. Am 10. Februar 1602 spendete ihm Guillaume de Berghes, der Erzbischof von Cambrai, die Bischofsweihe; Mitkonsekratoren waren Michael d’Esne, Bischof von Tournai, und Jean du Ploich, Bischof von Arras. Er leitete seine Diözese mit großem Eifer, galt als streng den alten Prinzipien verbunden und bekämpfte neue Ideen mit Vehemenz. Er gründete in Namur eine Sonntagsschule und beorderte die Jesuiten in seine Diözese.
Nachdem frühere Bestrebungen auf das Amt des Fürsterzbischofs und Herzogs von Cambrai fehlschlugen, erhielt er das Amt am 9. Februar 1615 zugesprochen, ab dem 24. März desselben Jahres hatte er es inne. Kurz darauf verstarb er plötzlich. 
Er wurde in der Kathedrale von Cambrai beigesetzt.

## Schriften
- Discours admirable et véritable des choses advenues en la ville de Mois en Hainaut, à l’endroit d’une religieuse possédée et depuis délivrée, mis en lumière par ordonnance de Monseigneur Ill. et Rév. archevêque de Cambrai (Berlaymont). Douai 1586.
- Orasion funèbre sur le trépas et inhumation de très illustre et excellent seigneur Messire-Emmanuel de Lalaing... Mons 1591.
- Decreta synodi dioecesanae Namurcensis... Löwen 1605.
- Decreta facta, per Fr. Buisseret...in capitualri congregatione Concilii Geldoniensis,...die 4. junii, anno 1612. Namur 1639.